# Opioidni peptid
Opioidni peptidi su kratke sekvence aminokiselina koje se vezuju za opioidne receptore u mozgu. Opijati i opioidi oponašaju dejstvo tih peptida. Opioidni peptidi mogu da budu proizvedeni u samom telu, na primer endorfini. Efekti tih peptida variraju, mada oni podsećaju na opijate. Za sisteme moždanih opioidnih peptida je poznato da učestvuju u motivaciji, emocijama, privrženom ponašanju, odgovoru na stres i bol, i kontroli unosa hrane.

Opioidima slični peptidi mogu da budu apsorbovani iz parcijalno svarene hrane (kazomorfini, eksorfini, i rubiskolini), ali oni imaju ograničenu fiziološku aktivnost. Opioidni peptidi iz hrane su tipično dugi 4-8 aminokiselina. Telesni opioidi su generalno mnogo duži.

## Opioidni peptidi proizvedeni u telu
Ljudski genom sadrži tri homologna gena za koja je poznato da kodiraju endogene opioidne peptide. Svaki gen kodira veliki proteinski prekurzor koji može da bude transformisan čime nastaju manji peptidi koji imaju opijatima sličnu aktivnost.
- Nukleotidna sekvenca ljudskog gena za proopiomelanokortin (POMC) je bila karakterisana 1980[1]. POMC gen kodira endogene opijate kao što su β-endorfin i gama-endorfin[2]. Peptidi sa opijatnom aktivnošću koji su izvedeni iz proopiomelanokortina obuhvataju klasu endogenih opioidnih peptida pod nazivom endorfini.
- Ljudski gen za enkefaline je bio izolovan i njegova sekvenca je opisana 1982.[3]
- Ljudski gen za dinorfine (originalno poznate kao Enkefalin B gen zbog sekventne sličnosti sa enkefalinskim genom) je bila izolovana i njegova sekvenca je opisana 1983.[4]
- Adrenorfin i amidorfin su otkriveni 1980-ih.
- Opiorfin, nađen u ljudskoj pljuvački, je inhibitor enkefalinaze, i.e. on sprečava metabolizam enkefalina.